# Zygmunt Ziober
Zygmunt Ziober (Przemyśl, 20 oktober 1956 – 20 juli 2025) was een voetbalscheidsrechter uit Polen. Hij floot negen seizoenen (1989-2001) in de hoogste afdeling van het Poolse voetbal, de Ekstraklasa. In de periode 1994-1997 leidde hij ook wedstrijden op het hoogste niveau in Europa. 
Ziober overleed op 69-jarige leeftijd.

## Interlands
| Datum            | Plaats     | Wedstrijd            | Uitslag | Competitie        | Kreeg geel | Kreeg voor de tweede keer geel en dus rood | Weggestuurd |
| ---------------- | ---------- | -------------------- | ------- | ----------------- | ---------- | ------------------------------------------ | ----------- |
| 8 oktober 1995   | Leverkusen | Duitsland – Moldavië | 6 – 1   | EK-kwalificatie   | 1          | 0                                          | 0           |
| 4 september 1996 | Jablonec   | Tsjechië – IJsland   | 2 – 1   | Vriendschappelijk | 1          | 0                                          | 0           |